# Psicosis (álbum)
Psicosis es el primer álbum de estudio y debut del cantante Mexicano MC Davo, Se lanzó el 4 de octubre de 2011 por el sello discográfico Warner Music México. El álbum tiene colaboraciones con artistas como Adán Zapata, y Meny Méndez, contando con 12 canciones.

## Lista de canciones
| N.º | Título                                       | Duración |  |
| 1.  | «Descarga»                                   | 1:50     |  |
| 2.  | «Serenata» (feat. Don Aero)                  | 3:38     |  |
| 3.  | «No hay otro lugar»                          | 2:50     |  |
| 4.  | «Psycho» (feat. El Mike)                     | 3:29     |  |
| 5.  | «Aquí entre nos»                             | 3:17     |  |
| 6.  | «Se mete el sol»                             | 4:06     |  |
| 7.  | «La historia de un olvido»                   | 2:59     |  |
| 8.  | «Mi Música Arde» (feat. Doble D)             | 3:57     |  |
| 9.  | «Adiós» (feat. Meny Méndez)                  | 3:22     |  |
| 10. | «Nuevo Camino»                               | 3:54     |  |
| 11. | «Lo que se va se fue» (feat. Aaron Homobono) | 3:22     |  |
| 12. | «Talento regio»                              | 3:22     |  |